# Clivina americana
Clivina americana är en skalbaggsart som beskrevs av Pierre François Marie Auguste Dejean. Clivina americana ingår i släktet Clivina och familjen jordlöpare. Inga underarter finns listade i Catalogue of Life.